# Cheiracanthium caudatum
Cheiracanthium caudatum là một loài nhện trong họ Miturgidae.
Loài này thuộc chi Cheiracanthium. Cheiracanthium caudatum được Tord Tamerlan Teodor Thorell miêu tả năm 1887.